# Kees Luijckx
Kees Luijckx est ancien un footballeur néerlandais né le 11 février 1986 à Castricum.

## Palmarès
AZ Alkmaar
- Eredivisie
  - Champion (1) : 2009